# Akna (meer)
Akna is een kratermeer in het gebergte Geghama in de provincie Kotayk in Armenië. Het meer ligt tussen de stad Jerevan in het westen en het Sevanmeer in het oosten. Het meer heeft een oppervlakte van 0,5 vierkante kilometer en ligt op een hoogte van 3030 meter. Ongeveer zes kilometer zuidelijker ligt de vulkaan Azhdahak.

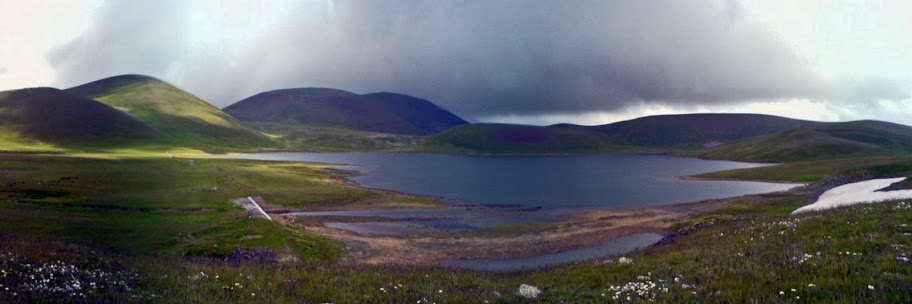
Akna